# Stefan Grasse

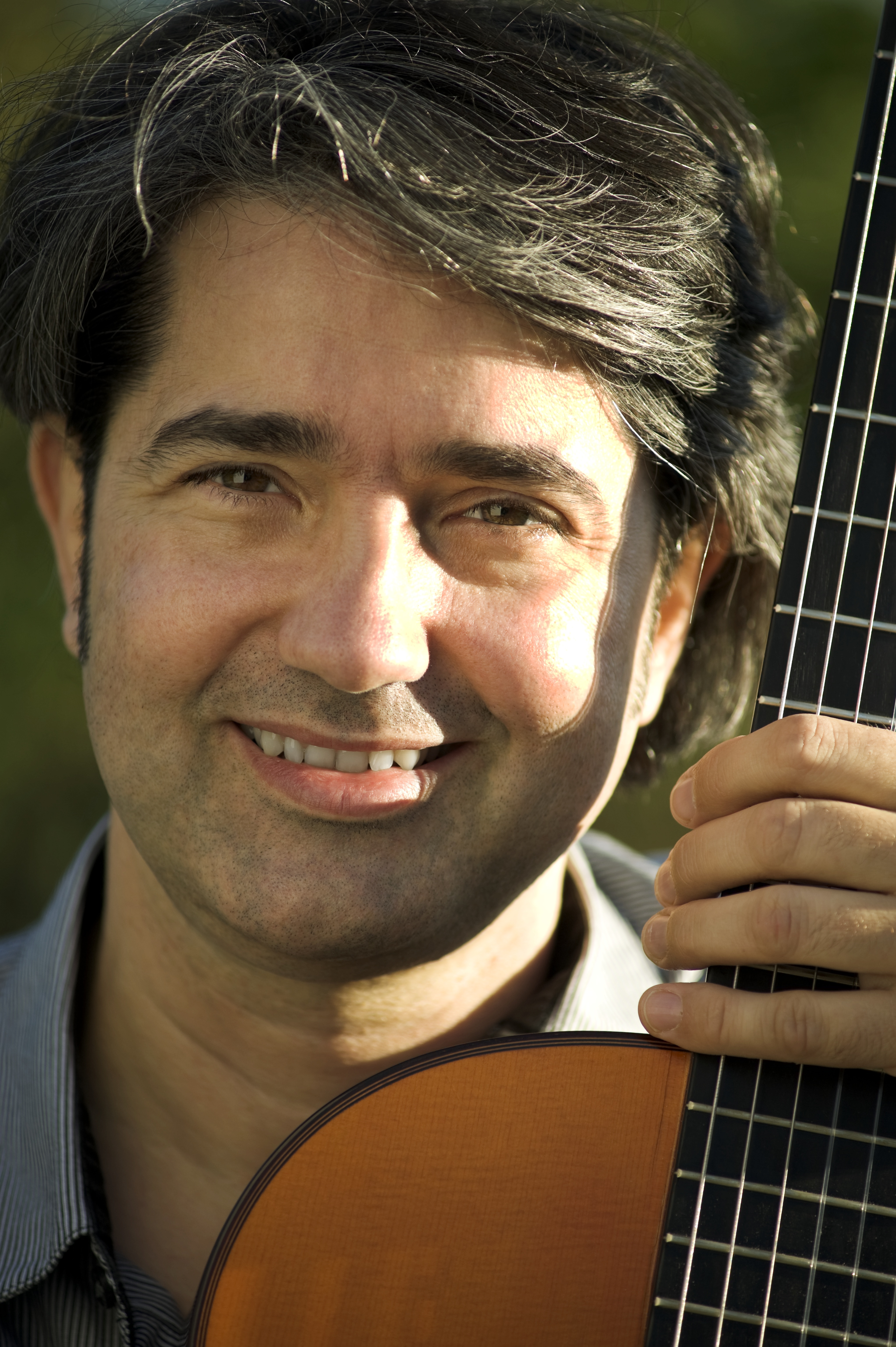
Stefan Grasse

Stefan Grasse (* 1962 in München) ist ein deutscher Konzertgitarrist, Komponist und Musikproduzent.

## Leben und Wirken
Stefan Grasse lebte bis 1984 in München und erhielt dort Unterricht in klassischer Gitarre bei Ales Andryszak und Leonard Anatol Regnier. Parallel hierzu studierte er Jazzgitarre bei Peter O’Mara an der Jazz School München und setzte anschließend sein Studium bis 1990 in Nürnberg am Meistersinger-Konservatorium bei Zdenka Schulz und Kurt Hiesl fort. Zudem besuchte er Sommerkurse bei Pepe Romero an der Internationalen Sommerakademie Mozarteum Salzburg. Sein Studium schloss er 1991 bei Phillip Thorne an der Royal Scottish Academy of Music and Drama in Glasgow ab. Grasse erhielt Stipendien des Bayerischen Rundfunks, des Deutschen Musikrates und der GEMA.
Grasse konzertierte in Europa, Türkei, Argentinien, den USA, China und Australien und veröffentlichte zahlreiche Alben unter eigenem Namen. Seine Konzerte wurden von Rundfunkanstalten wie BR, NDR und BBC gesendet. Seine CD Guitar Phrases wurde in der Neuen Musikzeitung als CD-Tipp rezensiert.
Grasse brachte Werke zur Erst- und Uraufführung von Komponisten wie zum Beispiel Janet Beat, Volker Blumenthaler, Dieter Buwen, John Maxwell Geddes, Heinrich Hartl, Nicky Hind, Stefan Hippe, Adriana Hölszky, Edward McGuire, Vivienne Olive, Steve Reich und Thomas Brendan Wilson.
Grasse ist künstlerischer Leiter und Organisator der seit 1995 jährlich stattfindenden „Nürnberger Gitarrennächte“. 2004 initiierte er den Verein zur Förderung der Gitarre und verwandter Musikinstrumente e.V. „Saitenwirbel“. Von 2010 bis 2012 moderierte er das von ihm gegründete monatliche Magazin „GuitarJam“ auf Radio Z 95.8 MHz Nürnberg.
Als Komponist schreibt er überwiegend für sein eigenes Trio bzw. Quartett, übernahm jedoch auch Kompositionsaufträge für das Zelttheater Comoedia Mundi, Rote Bühne Nürnberg und baeumler film+tv. Sein 1999 gründetes Musik-Label Xolo Music veröffentlichte bislang über 50 CDs. Die von Grasse veröffentlichten Notenbände wurden als Noten-Tipps von der Neuen Musikzeitung vorgestellt.
2006 bis 2015 war Grasse Lehrbeauftragter für Gitarre an der Friedrich-Alexander-Universität Erlangen-Nürnberg. Meisterkurse und Vorträge hielt er u. a. an der James-Cook-University Australien, der University of Central Oklahoma USA, der Royal Scottish Academy of Music and Drama Glasgow und beim Internationalen Gitarrenfestival Nordhorn.

## Preise und Auszeichnungen
- Guitar Challenge Prize 1991 der Royal Scottish Academy
- Scottish Society of Composers’ Award 1991
- Kulturförderpreis der Stadt Nürnberg (Nürnberg-Stipendium 1996)
- Kulturpreis 2004 des Kulturforums Franken
- Kulturförderpreis 2018 des Bezirks Mittelfranken

## Diskografie

### Alben
- Nürnberger Meister. Stefan Grasse spielt Lauten- und Gitarrenmusik aus Nürnberg. (Erstveröffentlichung 1993 / Xolo Music; 2005)
- Trio Asab: Coast to Coast. Mit Jürgen Hölzlein, Sandor Toth (AHO Recording; 1996)
- Ripples (AHO Recording; 1996)
- Tarde Azul: Stefan Grasse (guitar) plays Heitor Villa-Lobos. Mit Tess Remy-Schumacher, Maša Bartok (Sabiá Music Productions; 1999)
- Stefan Grasse Trio: Tierra del Sur. Mit Markus Schlesag, Tilmann Uhl (Xolo Music; 2001)
- Para um Sorriso (Xolo Music; 2004)
- Adiós Nonino (Xolo Music; 2007)
- Echoes of a City (Xolo Music; 2008)
- Brisas de Mar (Xolo Music; 2010)
- Callanish (Xolo Music; 2012)
- Guitar Phases (Xolo Music; 2014)
- Romanza, Pasión y Danza (Xolo Music; 2014)
- Guitar Works of John Maxwell Geddes (Xolo Music; 2015)
- Guitar Music of Thomas Wilson (Xolo Music; 2015)
- Latin Christmas meets Classic (Xolo Music; 2015)
- Entre cielo y tierra (Xolo Music; 2018)
- Tales of an Odyssey. (Xolo Music; 2019)
- Leise flehen meine Lieder. Mit Corinna Schreiter, Gesang (Xolo Music; 2020)
- Guitar Romances (Xolo Music; 2021)
- Music for five guitars (Xolo Music; 2023)
- Inner Sound (Xolo Music; 2023; )

### Mitwirkung/Sampler
- Samba ’98 (1998)
- Akustik Gitarre (2003)
- Cello Music of Samuel Magrill (2004)
- Seven Visions (2006)
- Akustik Gitarre (2008)
- World Tour – Tango Passion (2008)
- Gitarrenfestival Weisenheim am Berg (2009)
- Helmut Haberkamm: Gidderbarri (2012)
- Gitarrenfestival Nordhorn 2013 (2013)
- Heinrich Hartl: Dialoge zwischen Sonnenauf- und Sonnenuntergang. Mit u. a. Roman Bunka, Jessica Hartlieb, Bratislava Symphony Orchestra  (2013)
- Guitar Trekking (2015)
- Music for Peace II (2017)

## Notenbücher
- Johann Pachelbel. (Xolo; 2012; ISMN 979-0-700335-00-7)
- Tierra del Sur. (Xolo; 2016; ISMN 979-0-700335-03-8)
- Para um Sorriso. (Xolo; 2016; ISMN 979-0-700335-01-4)
- Brisas de Mar. (Xolo; 2016; ISMN 979-0-700335-02-1)
- Entre cielo y tierra. (Xolo; 2020; ISMN 979-0-700306-04-5)
- Desert Song. (LIGS 12; 2019)